# لواسة أجمية
لواسة أجمية (الاسم العلمي:Loasa caespitosa) هي نوع من النباتات تتبع جنس اللواسة من الفصيلة اللواسية.